# 5 Pułk Huzarów (austro-węgierski)
Pułk Huzarów Grafa Radetzky’ego Nr 5 – pułk kawalerii cesarskiej i królewskiej Armii.

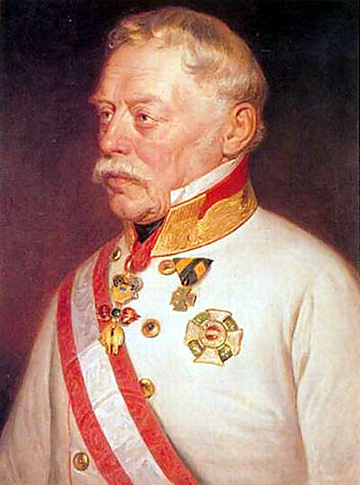
Graf Radetzky

Pełna nazwa niemiecka: Husarenregiment Graf Radetzky Nr 5.
Data utworzenia: 1798 rok.
Szef honorowy (niem. Regimentsinhaber): marszałek polny Joseph Radetzky von Radetz.
W 1914 roku komenda pułku razem z 2. dywizjonem i kadrą zapasową stacjonowała w Komárom, a 1. dywizjon w Győr. Pułk wchodził w skład 16 Brygady Kawalerii i był uzupełniany na terytorium 5 Korpusu.
Żołnierze nosili attylę ciemnoniebieską, a guzy do pętlic („oliwki”) były srebrne; czako –  czerwone.

## Organizacja pokojowa pułku
- Komenda
- pluton pionierów
- patrol telegraficzny
- Kadra Zapasowa
- 1. dywizjon
- 2. dywizjon

W skład każdego dywizjonu wchodziły trzy szwadrony liczące 117 dragonów. Stan etatowy pułku liczył 37 oficerów oraz 874 podoficerów i żołnierzy.